# Chignecto
Chignecto é uma comunidade na província canadense da Nova Escócia, localizada no Condado de Cumberland, no Istmo do Chigneto.